# Кудрин, Иван Михайлович
Ива́н Миха́йлович Ку́дрин (укр. Кудрін Іван Михайлович; 1893, Верхнебогдановка — 24 октября 1937, Киев) — советский государственный деятель, участник революционного движения и гражданской войны в России, организатор кинопроизводства, народный комиссар социального обеспечения Украинской ССР (1936—1937).

## Биография
Родился в селе Верхнебогдановка Большечерниговской волости Старобельского уезда Харьковской губернии (по другим сведениям — в Старобельске).
В 1914—1917 годах служил в Российской императорской армии. Участник Первой мировой войны. Член РСДРП(б) с 1917 года.
С октября 1917 года — заместитель председателя Киевского военно-революционного комитета. В 1918 году служил в Красной армии. С ноября 1918 года по январь 1919 года —  управляющий делами Временного рабоче-крестьянского правительства Украины.
В 1919 году —  секретарь Исполнительного комитета Киевского губернского Совета рабочих, крестьянских и красноармейских депутатов. С октября 1919 года — член Зафронтового бюро ЦК КП(б)У, с апреля 1920 года — член Киевского временного революционного комитета.
В 1922 году — председатель Бердичевского уездного исполнительного комитета. В 1923—1924 годах — председатель Киевского губернского совета народного хозяйства.
В 1925 году — заместитель председателя, председатель Одесского губернского исполнительного комитета, председатель Одесской губернской плановой комиссии. Избирался делегатом IX Всеукраинского съезда советов (1925). Член ВУЦИК IX созыва.
С января 1926 года — председатель Административно-финансовой комиссии при СНК УССР.
В 1928—1930 годах — председатель Мариупольского окружного исполкома. Затем работал начальником сектора кадров Государственного всесоюзного объединения огнеупорной промышленности «Союзогнеупоры», членом правления Всесоюзного плодоовощного объединения «Союзплодовощь».  В 1931 году учился в Промышленной академии.
В 1933—1936 годах — директор Государственного украинского треста кинопромышленности «Украинфильм». Избирался делегатом (с совещательным голосом) XII съезда КП(б)У (1934). В июле 1936 года в постановлении Оргбюро ЦК ВКП(б) начальнику ГУКФ Б. З. Шумяцкому было указано «поставить на вид т. Самсонову („Межрабпомфильм“) и Кудрину („Украинфильм“) за недопустимо большое количество брака в производстве кинокартин».
Огромный вред нанесла украинской кинематографии группа врагов народа и политических проходимцев (Хвыля, Ашрафьян, Килерог, Сенченко, Кудрин, Ткач и др.), которые систематически в течение долгого времени проводили гнусную подрывную работу в студии.
В 1936—1937 годах — народный комиссар социального обеспечения УССР.
Арестован 23 августа 1937 года. 23 октября 1937 года приговорён Военной коллегией Верховного суда СССР за участие в антисоветской националистической террористической организации к высшей мере наказания. Расстрелян 24 октября 1937 года.
23 марта 1938 года в газете «Кино» была опубликована статья «Быстрее ликвидировать последствия вредительства в „Украинфильме“».
Реабилитирован 27 октября 1956 года.